# Polycycnis
Polycycnis é um género botânico pertencente à família das orquídeas (Orchidaceae). O gênero Polycycnis foi proposto por Reichenbach f. em Bonplandia 3: 218, em 1855. A espécie tipo é a Polycycnis muscifera (Lindl. & Paxton) Rchb.f., originalmente descrita como Cycnoches musciferum Lindley & Paxton. O nome do gênero vem do grego poly, muitos, e cycnis, cisne, em referência tanto a quantidade de flores bem como às suas colunas delgadas e arqueadas que em conjunto com o resto da flor fazem lembrar desta ave.

## Dispersão
Polycycnis é composto por cerca de quinze espécies, epífitas, ou mais frequentemente rupícolas em escarpas rochosas, de crescimento cespitoso, que ocorrem em áreas sombrias da Costa Rica até o sul da Amazônia, cujo centro de dispersão pode ser considerado o norte da Colômbia. Duas ou três espécies presentes no Brasil.

## Descrição
Seus pseudobulbos são pequenos, ovóides, algo cônicos, sulcados, levemente comprimidos dos lados, muito aglomerados, inicialmente recobertos por Baínhas foliares, com até duas, raramente três, folhas grandes presentes apenas no pseudobulbo mais recente, multinervadas, herbáceas, pseudopecioladas. A inflorescência é longa, racemosa, arqueada, com muitas flores pequenas, tombadas e delgadas, espaçadas na metade final.
As sépalas, e pétalas são parecidas, membranáceas, estreitas. As pétalas muito mais estreitas que as sépalas, atenuadas para a base. O labelo é preso na base da coluna, carnoso, às vezes trilobado, com alto calo ligulado ou deltóide, e os lobos laterais arqueados, o lobo mediano de formatos variáveis. A coluna é muito delgada, bastante arqueada, clavada, apoda. antera apical uniloculada com duas polínias cerosas alongadas.
Distingüem-se de Lueckelia e Braemia, recentemente dele segregados, por apresentarem flores algo pubescentes.
É o gênero mais aparentado com Kegeliella, entretanto alguns taxonomiastas consideram que a circunscrição do gênero não parece muito bem estabelecida até o momento. Como há espécies bifoliadas e epiquílio ligulado e espécies monofoliadas de epiquílio deltóide, algumas podem pertencer a outros gêneros ou ainda a novo gênero a ser criado.